# Butereri
Butereri ist eine von sieben Zellen (Verwaltungseinheiten 4. Ebene) im Sektor Busengo des Distrikts Gakenke in der Nordprovinz von Ruanda. Sie liegt auf einer Höhe von etwa 1751 m. Nachbarzellen sind im Norden Rugimbu, im Nordosten Gasiza, im Osten Cyintare, im Süden Kamina, im Südwesten Mwumba und im Westen Rukore.